# De Økonomiske Råd
De Økonomiske Råd er en institution, der har til opgave løbende at vurdere Danmarks økonomiske situation. Institutionens formandskab består af fire økonomer, fortrinsvis fra universitetsverdenen. Disse økonomer kaldes i daglig tale for de økonomiske vismænd. Det medlem af formandskabet, som er rådets formand, kaldes overvismand. En af vismændene skal være særlig kyndig i samspillet mellem økonomi og miljø. Institutionen finansieres via Finansloven. Rent organisatorisk ligger institutionen under Økonomiministeriets ressortområde.

## Opgave og opbygning
Formandskabets centrale opgave er "gennem fagøkonomiske analyser, der er troværdige, nyskabende og af høj faglig kvalitet, at berige den samfundsøkonomiske debat og forbedre beslutningsgrundlaget for den økonomiske politik". Analyserne formidles først og fremmest gennem de fire årlige vismandsrapporter: To generelle rapporter om dansk økonomi, en, der handler om samspillet mellem økonomi og miljø, og en rapport, der specielt fokuserer på udviklingen i den danske produktivitet. Institutionen råder over et sekretariat med ca. 30 ansatte, der bistår formandskabet. Indtil 2018 lå sekretariatet i København. Da institutionen indgik i udflytningen af statslige arbejdspladser i 2018, er sekretariatet nu placeret dels i Horsens og dels i København.
Derudover udgøres institutionen af selve de to råd, Det Økonomiske Råd og Det Miljøøkonomiske Råd, der består af repræsentanter for ministerier, erhvervs- og arbejdsmarkedsorganisationer, Nationalbanken, forbrugerorganisationer samt en række fagøkonomiske eksperter. Rådene mødes henholdsvis to (Det Økonomiske Råd) og én (Det Miljøøkonomiske Råd) gang årligt for at kommentere vismændenes rapporter. Mens formandskabet, der alene har ansvaret for rapporterne, betragtes som uafhængigt af erhvervsmæssige og specifikke politiske interesser, er selve rådene således sammensat af interessegrupper, der hver især varetager deres politiske bagland.

## Historie
Det Økonomiske Råd blev oprettet ved lov i 1962. Formålet med rådet var at følge den økonomiske udvikling og belyse de langsigtede udviklingsperspektiver samt at bidrage til at samordne de forskellige økonomiske interesser. I 1990'erne tilføjedes det, at institutionen også skulle belyse samspillet mellem økonomi og natur.
Før 1. juli 2007 bestod formandskabet kun af tre vismænd. Som et led i finanslovsaftalen fra 2007 blev Institut for Miljøvurdering den 1. juli 2007 fusioneret med Det Økonomiske Råds Sekretariat. I denne forbindelse blev Det Miljøøkonomiske Råd oprettet, og Det Økonomiske Råds formandskab blev udvidet med en fjerde vismand, der har miljøøkonomisk ekspertise.
I 2012 fik formandskabet tildelt en særlig rolle i form af at overvåge de offentlige finanser - at være en såkaldt finanspolitisk vagthund. I 2017 fik formandskabet desuden rollen som officielt dansk produktivitetsråd, der skulle overvåge og analysere produktivitetsudviklingen i Danmark. Det førte til, at De Økonomiske Råd begyndte at udgive en fjerde årlig rapport med titlen "Produktivitet". Begge opgaver er en konsekvens af, at EU har anbefalet de enkelte medlemslande at oprette uafhængige institutioner på de to områder.
I 2019 blev størstedelen af De Økonomiske Råds sekretariat udflyttet fra København til Horsens som led i udflytningen af statslige arbejdspladser i 2018. Et mindre antal medarbejdere blev tilbage på et satellitkontor i København.

## Medlemmer af Rådet

### Det nuværende formandskab (vismændene)
- Carl-Johan Dalgaard, Københavns Universitet (overvismand)
- Jette Bredahl Jacobsen, Københavns Universitet (miljøøkonomisk vismand)
- Jakob Roland Munch, Københavns Universitet
- Mette Ejrnæs, Københavns Universitet

### Overvismænd gennem tiderne
- Carl Iversen (1962-1969)
- Anders Ølgaard (1970-1975)
- Bent Rold Andersen (1976-1978)
- Hans E. Zeuthen (1978-1983)
- Karsten Laursen (1983-1985)
- Christen Sørensen (1985-1988)
- Claus Vastrup (1988-1993)
- Arne Larsen (1993-1994)
- Niels Kærgård (1995-2001)
- Torben M. Andersen (2001-2003)
- Peter Birch Sørensen (2004-2009)
- Hans Jørgen Whitta-Jacobsen (2010-2015)
- Michael Svarer (2016-20)
- Carl-Johan Dalgaard (2020-?)

### De øvrige medlemmer

#### Det Økonomiske Råd
Det Økonomiske Råd har udover formandskabet i alt 20 medlemmer. Der sidder 17 repræsentanter for forskellige offentlige institutioner, interesseorganisationer mv., nemlig Finansministeriet, Økonomiministeriet, KL, Danmarks Nationalbank, Dansk Arbejdsgiverforening, Fagbevægelsens Hovedorganisation, Akademikerne, DI - Dansk Industri, SMVdanmark, Landbrug & Fødevarer, Dansk Erhverv, Forbrugerrådet Tænk, CEPOS, FinansDanmark og Arbejderbevægelsens Erhvervsråd. Desuden sidder der tre særligt sagkyndige i økonomiske spørgsmål, som pr. 2025 er professor Torben M. Andersen, professor Anna Piil Damm og professor Maria Knoth Humlum fra Aarhus Universitet.

#### Det Miljøøkonomiske Råd
Det Miljøøkonomiske Råd har udover formandskabet op til 21 medlemmer i alt. Der er op til 17 repræsentanter for arbejdsmarkedets parter, erhvervsorganisationer, miljøorganisationer samt regering, nemlig fra Finansministeriet, Økonomiministeriet, Klima-, Energi- og Forsyningsministeriet, Ministeriet for Fødevarer, Landbrug og Fiskeri, Miljøministeriet, Danmarks Naturfredningsforening, KL, WWF Verdensnaturfonden, Friluftsrådet, Landbrug & Fødevarer, Dansk Fjernvarme/Dansk Vand- og Spildevandsforening (DANVA) og Brancheforeningen Cirkulær, Fagbevægelsens Hovedorganisation/Arbejderbevægelsens Erhvervsråd og CO-Industri, Dansk Erhverv, DI - Dansk Industri, Forbrugerrådet Tænk og Green Power Denmark. Desuden sidder der fire særligt sagkyndige i samspillet mellem økonomi og miljø, som pr. 2025 er professor Mette Termansen, professor Mogens Fosgerau, professor Jette Bredahl Jacobsen, professor Berit Hasler og en midlertidigt vakant stol.

## Direktører
- 1963-1984: Sekretariatschef Folmer Hammerum[15]
- 1985-1991: Sekretariatschef Jørgen Søndergaard[15]
- 1992-1993: Sekretariatschef Peder Andersen[15]
- 1993-1995: Sekretariatschef Jørgen Søndergaard[15]
- 1995-2007: Sekretariatschef Peder Andersen[15]
- 2007-2011: Sekretariatschef Lars Haagen Pedersen[16]
- 2012-2023: Direktør John Smidt[17]
- 2024- : Direktør Niels Lynggård Hansen[17]